# ハプログループQ1a1 (Y染色体)
ハプログループQ-F746 (Y染色体)（ハプログループQ-F746 (Yせんしょくたい)、英: Haplogroup Q-F746 (Y-DNA)）、系統名称ハプログループQ1a1とは、分子人類学において人類の父系を示すY染色体ハプログループ（型集団）の分類で、ハプログループQの子系統のうち、「F746/NWT01」の変異によって定義される系統である。

## 概要
ハプログループQ-F746/NWT01は、かつてカナダノースウエスト準州のディネやグリーンランドのイヌイットにおいて観察されたという報告があったが、最近の研究では、これらの集団に見られるQ-F746/NWT01は、さらに細分化された下位系統であるQ-B143に属する可能性が高いとの見方が有力となっている。

## 古人骨
アフォントヴァ・ゴラ遺跡から出土した約17,000年前の後期旧石器時代の人骨は、古代北ユーラシア人の代表的な標本の一つであり、Y染色体はハプログループQ1a1-F746に属することが判明している。
2023年に『Nature』誌に発表された論文によると、ロシア西部のムルジヒンスキーII（英語: Murzihinskiy II）遺跡およびカレリアのユージニー・オレニー遺跡から出土した、約6,500年前および8,200年前の人骨から、ハプログループQ1a1-F746/NWT01が多数確認された。これらの個体は東ヨーロッパ狩猟採集民との遺伝的親和性が顕著に高いことが判明しており、Q-F746/NWT01が東ヨーロッパにおける初期の狩猟採集民の間で広く分布していた可能性が考えられる。

## 下位系統
- Q1a1 (Q-F746/NWT01)
  - Q1a1a (Q-M120) 東アジアに低頻度にみられる[10]。
  - Q1a1b (Q-B143) 北アメリカ極北地域、グリーンランド、北東シベリアの先住民にみられる[11]。